# Irische Cricket-Nationalmannschaft in England in der Saison 2023
Die Tour der irischen Cricket-Nationalmannschaft nach England in der Saison 2023 findet vom 1. Juni bis zum 26. September 2023 statt. Die internationale Cricket-Tour ist Bestandteil der Internationalen Cricket-Saison 2023 und umfasst einen Test und drei ODIs. England gewann die beide Serien mit 1–0.

## Vorgeschichte
Irland bestritt zuvor eine Tour gegen Bangladesch in England, für England war es die erste Tour der Saison. Das letzte Aufeinandertreffen der beiden Mannschaften bei einer Tour fand in der Saison 2020 in England statt.

## Stadien
Die folgenden Stadien wurden für die Tour als Austragungsort ausgewählt.
| Stadion               | Stadt      | Kapazität | Spiele  |
| --------------------- | ---------- | --------- | ------- |
| Bristol County Ground | Bristol    | 17.500    | 3. ODI  |
| Headingley Stadium    | Leeds      | 17.000    | 1. ODI  |
| Lord’s Cricket Ground | London     | 30.000    | 1. Test |
| Trent Bridge          | Nottingham | 15.350    | 2. ODI  |

## Kaderlisten
Irland benannte seinen Test-Kader am 6. Mai und seinen ODI-Kader am 1. September 2023.
England benannte seinen Test-Kader am 16. Mai 2023 und seinen ODI-Kader am 6. September 2023.
| Test | Test | ODI | ODI |
| England | Irland | England | Irland |
| --- | --- | --- | --- |
| - Ben Stokes (K) - Ollie Pope (VK) - James Anderson - Jonny Bairstow (wk) - Stuart Broad - Harry Brook - Zak Crawley - Ben Duckett (wk) - Dan Lawrence - Jack Leach - Matthew Potts - Ollie Robinson - Joe Root - Josh Tongue - Chris Woakes - Mark Wood | - Andrew Balbirnie (K) - Mark Adair - Curtis Campher - George Dockrell - Matthew Foster - Fionn Hand - Graham Hume - Thomas Mayes - Andrew McBrine - James McCollum - PJ Moor (wk) - Conor Olphert - Paul Stirling - Harry Tector - Lorcan Tucker (wk) - Craig Young | - Zak Crawley (K) - Ben Duckett (VK, wk) - Rehan Ahmed - Harry Brook - Brydon Carse - Sam Hain - Tom Hartley - Will Jacks - Tom Kohler-Cadmore - Craig Overton - Matthew Potts - Joe Root - Phil Salt (wk) - George Scrimshaw - Jamie Smith (wk) - Luke Wood | - Paul Stirling (K) - Mark Adair - Andrew Balbirnie - Curtis Campher - Gareth Delany - George Dockrell - Graham Hume - Josh Little - Andrew McBrine - Barry McCarthy - Neil Rock (wk) - Harry Tector - Lorcan Tucker (wk) - Theo van Woerkom - Craig Young |

## Tour Matches
| 26. – 28. Mai Scorecard | Chelmsford | Essex 343 (71.5) & 307-8d (53) | – | Irland 419 (87.5) & 232-0 (42.4) |
|                         |            | Irland gewinnt mit 10 Wickets  |   |                                  |

## Tests

### Erster Test in London
| 1. – 3. Juni Scorecard | London (Lord’s) | Irland 172 (56.2) & 356 (86.2) | – | England 524-4d (82.4) & 12-0 (0.4) |
|                        |                 | England gewinnt mit 10 Wickets |   |                                    |

England gewann den Münzwurf und entschied sich als Feldmannschaft zu beginnen. Als Spieler des Spiels wurde Ollie Pope ausgezeichnet.

## One-Day Internationals

### Erstes ODI in Leeds
| 20. September Scorecard | Leeds | England  | – | Irland |
|                         |       | Abgesagt |   |        |

Das Spiel wurde auf Grund von Regenfällen abgesagt.

### Zweites ODI in Nottingham
| 23. September Scorecard | Nottingham | England 334-8 (50)          | – | Irland 286 (46.4) |
|                         |            | England gewinnt mit 48 Runs |   |                   |

Irland gewann den Münzwurf und entschied sich als Feldmannschaft zu beginnen. Als Spieler des Spiels wurde Will Jacks ausgezeichnet. 

### Drittes ODI in Bristol
| 26. September Scorecard | Bristol | England 280-4 (31) | – | Irland |
|                         |         | No Result          |   |        |

Irland gewann den Münzwurf und entschied sich als Feldmannschaft zu beginnen. Das Spiel wurde auf Grund von Regenfällen abgebrochen.

## Auszeichnungen

### Player of the Series
Als Player of the Series wurden der folgende Spieler ausgezeichnet.
| Serie | Player of the Series |
| ----- | -------------------- |
| Test  | –                    |
| ODI   | –                    |

### Player of the Match
Als Player of the Match wurden die folgenden Spieler ausgezeichnet.
| Spiel   | Player of the Match |
| ------- | ------------------- |
| 1. Test | Ollie Pope          |
| 1. ODI  | –                   |
| 2. ODI  | Will Jacks          |
| 3. ODI  | –                   |